# 차천리
차천리(車千里, 1898년 ~ 1928년)는 조선의 독립운동가이다. 평남 안주(安州) 출신이다.

## 생애
평남 안주 사람이다.

### 항일무장투쟁
만주에서 독립군 단체에 가입하여 항일 무장투쟁을 전개하였다. 차천리는 신흥무관학교(新興武官學校)를 졸업한 후, 백서농장(白西農莊)에서 독립군 양성에 진력하였다. 1919년 11월에는 중국 봉천성(奉天省) 집안현(輯安縣) 추피구( 皮溝)에서 신광재(辛光在) 등 신흥무관학교 출신들을 중심으로 암살대를 조직하고 군자금을 모집하여 신흥무관학교를 지원하는 한편, 중흥단(中興團) 및 한족회(韓族會) 검무관(檢務官)으로 군자금을 모집하였다. 1921년 서로군정서(西路軍政署) 의용대 소대장으로 국내진공작전을 시도한 바 있다. 1923년 6월에는 임강주둔대장(臨江駐屯隊長)으로 대원들과 함께 평북 후창(厚昌)에서 적의 우편물을 탈취하고, 칠평(七坪)에서 적경주재소를 습격하였다. 같은 해 11월에는 대원들을 이끌고 평북 강계군(江界郡) 어뢰면(漁雷面) 판막참(板幕站) 산 중에서 적경과 교전하는 등 활발한 대일투쟁을 전개하였다. 그 후 참의부(參議府)가 조직되자 이에 참여하였다. 참의부는 중앙의회를 가지고 군사와 민정을 아울러 통괄하는 단체였으며, 활발한 군사활동을 전개하였다. 참의부의 군사활동은 국내진격전으로 대표된다. 즉, 압록강 유역과 접하고 있다는 지리적인 이점을 최대한 활용하여 국경을 넘어 일본군 초소를 습격하는 등 활발한 대일항쟁을 전개하였다.

### 최후
1927년 3월 그는 참의부 중앙호위대장으로 임명되어 참의장 김승학(金承學) 등과 함께 활동하다가, 1928년 암살당하여 순국하였다.

## 사후
- 대한민국 정부는 고인의 공훈을 기리기 위하여 1998년 건국훈장 독립장을 추서하였다.

## 참고자료
- 국가보훈처 독립유공자 공훈록